# Porcellio graniger
Porcellio graniger là một loài chân đều trong họ Porcellionidae. Loài này được Miers miêu tả khoa học năm 1876.